# 斯蒂法尼·斯托伊娃
斯蒂法尼·斯托伊娃（1995年9月23日—），保加利亞女子羽毛球運動員。在青年期，她曾赢得2013年欧青赛女单冠军以及搭档加夫列拉·斯托伊娃拿下女双冠军，亦是那届的双冠王得主。在羽坛排名，俩人的女雙排名亦曾高達第八位（2018年11月8日）。
斯蒂法尼·斯托伊娃与加夫列拉·斯托伊娃曾夺得歐洲羽毛球錦標賽女雙冠军（2018）。同时，她也是首届歐洲運動會的欧运会女雙金牌得主（2015），分别（联同：加夫列拉·斯托伊娃）。團體賽方面，她以主力隊員身分助保加利亚國家羽毛球隊獲得歐洲羽毛球男女子團體錦標賽奖牌功臣之一。

## 生平

### 早年及出道
2004年，斯蒂法尼·斯托伊娃的朋友帶她到哈斯科沃一間羽毛球俱樂部打球，正式開始接觸羽毛球運動。至10歲時，她與姊姊加夫列拉·斯托伊娃首次贏得全國賽的女雙冠軍後，便開始接受專業訓練。

### 2011年-2012年
2011年11月，斯蒂法尼·斯托伊娃出战匈牙利羽毛球國際賽，在女单决赛以2比0（23-21、21-14）击败了丹麦名将的卡米拉·索倫森，夺得其首个國際系列賽女单冠军。
2012年3月，斯蒂法尼·斯托伊娃与加夫列拉·斯托伊娃出战羅馬尼亞羽毛球國際賽，在女双决赛以1比2（19-21、21-17、16-21）不敌赛会2号种子、丹麦强档的桑德拉-玛丽亚·延森/萊恩·杰克斯菲德，赢得亚军。同年5月，她出战保加利亞羽毛球公開賽，在女单决赛以1比2（17-21、21-18、10-21）不敌赛会3号种子、白俄罗斯的阿莱西亚·扎伊特萨娃，赢得亚军；此外，还与加夫列拉·斯托伊娃的女双决赛以2比1（15-21、21-14、21-11）击败了队友的Rumiana Ivanova/迪米特丽亚·博普斯托伊科娃，夺得其首个國際系列賽女双冠军。同年6月，她与加夫列拉·斯托伊娃出战俄羅斯羽毛球大獎賽，在女双準决赛以0比2（18-21、18-21）不敌东道主的塔吉娜·比比克/安娜斯塔西亚·切尔维亚科娃。同年9月，她与加夫列拉·斯托伊娃出战比利時羽毛球國際賽，在女双準决赛以0比2（17-21、14-21）不敌赛会2号种子、荷兰强档的塞莱娜·皮克/伊里斯·塔博林。同年10月，她出战保加利亞羽毛球國際賽，在女单决赛以0比2（9-21、18-21）不敌赛会头号种子、队友的佩蒂娅·内德尔奇娃，赢得亚军；此外，还与搭档加夫列拉·斯托伊娃的女双决赛以2比0（21-9、21-17）击败了赛会头号种子、土耳其的奥兹格·巴伊拉克/内斯里汉·伊吉特，夺得其首个國際挑戰賽女双冠军。同年12月，她与加夫列拉·斯托伊娃出战土耳其羽毛球國際賽，在女双决赛以2比1（19-21、21-14、23-21）击败了赛会头号种子、土耳其的奥兹格·巴伊拉克/内斯里汉·伊吉特，赢得国际赛女双冠军。

### 2013年
2013年1月，斯蒂法尼·斯托伊娃出战瑞典斯德哥爾摩羽毛球國際賽，在女单準决赛以0比2（22-24、14-21）不敌赛会8号种子、瑞士名将的尼克尔·沙勒。同年2月，她与加夫列拉·斯托伊娃出战伊朗羽毛球國際挑戰賽，在女双準决赛以1比2（21-18、19-21、16-21）不敌马来西亚的阿米莉亚·艾丽西娅·安瑟利/宋佩珠。同年3月，她代表保加利亚参加土耳其安卡拉舉行的歐洲青年羽毛球錦標賽，連奪女單和女雙項目的冠軍。同年4月，她与加夫列拉·斯托伊娃出战芬蘭羽毛球公開賽，在女双準决赛以1比2（21-15、16-21、13-21）不敌丹麦强档的莉娜·格雷巴克/玛丽亚·赫斯波。同年5月，她出战丹麥羽毛球國際賽，在女单準决赛以0比2（18-21、18-21）不敌赛会7号种子、德国名将的奥尔佳·科农；此外，还与搭档加夫列拉·斯托伊娃的女双準决赛以0比2（20-22、19-21）不敌赛会头号种子、瑞典强档的埃玛·文贝里/伊美利·兰纳森。同年7月，她出战印尼羽毛球國際挑戰賽，在女单决赛以1比2（21-13、15-21、12-21）不敌东道主的迪娜·迪亚·阿尤丝丁，赢得亚军；此外，还与搭档加夫列拉·斯托伊娃的女双準决赛以1比2（16-21、21-16、22-24）不敌赛会3号种子、印尼强档的谢拉·德维·奥莉亚/英吉娅·西塔·阿凡达。同年8月，她出战保加利亞羽毛球公開賽，在女单决赛以2比0（21-16、21-18）击败了赛会头号种子、队友的琳达·塞奇妮，赢得国际赛女单冠军；而与搭档加夫列拉·斯托伊娃的女双决赛以0比2（11-21、8-21）不敌赛会2号种子、队友的佩蒂娅·内德尔奇娃/迪米特丽亚·博普斯托伊科娃，赢得亚军。同期8月，她在中國廣州舉行的世界羽毛球錦標賽，與加夫列拉出戰女子雙打項目，首圈以2-1反勝德國選手晉級，但在第二圈就以0比2（12-21、8-21）不敵8號種子、韓國的嚴惠媛/張藝娜出局。同年9月，她与加夫列拉·斯托伊娃出战比利時羽毛球國際賽，在女双决赛以1比2（21-13、11-21、18-21）不敌跨国组合的（苏格兰：伊莫金·班克尔/保加利亚：佩蒂娅·内德尔奇娃，赢得亚军。同年10月，她与加夫列拉·斯托伊娃出战保加利亞羽毛球國際賽，在女双决赛以2比0（21-15、21-10）击败了赛会2号种子、美国的李意恒/宝拉·琳·奥巴娜娜，赢得国际赛女双冠军。同年12月，她与加夫列拉·斯托伊娃出战意大利羽毛球國際賽，在女双準决赛以1比2（21-14、9-21、22-24）不敌赛会2号种子、荷兰强档的埃菲耶·穆斯肯斯/塞莱娜·皮克。同期12月，她出战土耳其羽毛球國際賽，在女单决赛以2比1（14-21、21-16、21-19）击败了赛会8号种子、土耳其的内斯里汉·伊吉特；此外，还与搭档加夫列拉·斯托伊娃的女双决赛以2比0（21-15、21-8）击败了赛会2号种子、土耳其强档的奥兹格·巴伊拉克/内斯里汉·伊吉特，赢得国际赛女双冠军。

### 2014年
2014年1月，斯蒂法尼·斯托伊娃与加夫列拉·斯托伊娃出战瑞典羽毛球大師賽，在女双準决赛以0比2（15-21、19-21）不敌赛会2号种子、丹麦强档的莱恩·丹穆凯尔·克鲁斯/马丽恩·罗布克。同年2月，她代表保加利亚参加瑞士巴塞爾举办的歐洲女子羽毛球團體錦標賽，助球队赢得女子團體季军。同期2月，她与加夫列拉·斯托伊娃出战奧地利羽毛球國際挑戰賽，在女双决赛以2比1（21-17、20-22、21-15）击败了俄罗斯强档的奥尔佳·戈洛瓦诺娃/维多利亚·沃罗比娃，赢得国际赛女双冠军。同年3月，她与加夫列拉·斯托伊娃出战法國羽毛球國際賽，在女双决赛以0比2（14-21、7-21）不敌赛会2号种子、跨国组合的（苏格兰：伊莫金·班克尔/保加利亚：佩蒂娅·内德尔奇娃），赢得亚军。同年4月，她出战芬蘭羽毛球公開賽，在女单準决赛以0比2（15-21、15-21）不敌赛会5号种子、丹麦名将的萊恩·杰克斯菲德；此外，还与搭档加夫列拉·斯托伊娃的女双决赛以0比2（17-21、14-21）不敌赛会头号种子、丹麦强档的莱恩·丹穆凯尔·克鲁斯/马丽恩·罗布克，赢得亚军。同年5月，她出战斯洛文尼亞羽毛球國際賽，在女单决赛以2比0（21-18、21-14）击败了赛会2号种子、荷兰名将的苏拉娅·德维什·艾贝尔根，赢得国际赛女单冠军；此外，还与搭档加夫列拉·斯托伊娃的女双决赛以2比0（21-16、21-17）击败了赛会2号种子、俄罗斯强档的维多利亚·德尔根诺娃/奥尔佳·莫罗佐娃，赢得国际赛女双冠军。同期5月，她出战西班牙羽毛球公開賽，在女单準决赛以0比2（9-21、10-21）不敌赛会头号种子、欧锦赛新科冠军的卡罗列娜·马琳；此外，还与搭档加夫列拉·斯托伊娃的女双决赛以2比0（21-14、21-9）击败了苏格兰强档的伊莫金·班克尔/克里斯蒂·吉尔莫，赢得国际赛女双冠军。同年7月，她出战白夜羽毛球賽，在女单决赛以0比2（14-21、17-21）不敌赛会3号种子、队友的佩蒂娅·内德尔奇娃，赢得亚军。同年8月，她与加夫列拉·斯托伊娃出战巴西羽毛球大獎賽，在女双决赛以1比3（5-11、7-11、11-4、10-11）不敌德国强档的乔安娜·格里斯威斯基/卡拉·尼尔特，赢得亚军。同年10月，她与加夫列拉·斯托伊娃出战瑞士羽毛球國際賽，在女双决赛以3比0（11-6、11-5、11-9）击败了印尼强档的梅利亚娜·乔哈里/阿普萨西·普特里·勒杰萨·瓦里拉，赢得国际赛女双冠军。同年11月，她与加夫列拉·斯托伊娃出战蘇格蘭羽毛球大獎賽，在女双决赛以2比0（21-7、21-15）击败了英格兰强档的希瑟·奥利弗/劳伦·史密斯，夺得其首个国际大獎賽女双冠军。同期11月，她与加夫列拉·斯托伊娃出战威爾斯羽毛球國際賽，在女双準决赛以0比2（19-21、19-21）不敌赛会4号种子、英格兰强档的希瑟·奥利弗/劳伦·史密斯。同年12月，她与加夫列拉·斯托伊娃出战土耳其羽毛球國際賽，在女双决赛以2比0（21-11、21-9）击败了赛会2号种子、土耳其强档的奥兹格·巴伊拉克/内斯里汉·伊吉特，赢得国际赛女双冠军。

### 2015年
2015年3月，斯蒂法尼·斯托伊娃與加夫列拉·斯托伊娃出战奧爾良國際挑戰賽，在女双决赛以2比1（22-20、16-21、9-21）不敌赛会2号种子、英格兰强档的希瑟·奥利弗/劳伦·史密斯，赢得国际赛女双冠军。同年5月，她与加夫列拉·斯托伊娃出战西班牙公開賽，在女双决赛以2比0（21-16、21-11）击败了俄罗斯强档的安娜斯塔西亚·切尔维亚科娃/奥尔佳·莫罗佐娃，赢得国际赛女双冠军。同年6月，她代表保加利亞參加阿塞拜疆巴庫舉行的歐洲運動會羽毛球比賽，她和加夫列拉·斯托伊娃以赛会头号种子出战女子雙打；在小组赛阶段分别击败了乌克兰的纳塔利娅·沃伊切赫/耶利萨芙塔·扎尔卡、比利时的施特菲·安妮斯/弗洛·万登霍克及拉脱维亚的叶娃·普佩/克里斯汀·舍费尔，豪取头名出线；在半準決賽以2比0（21-11、21-10）横扫德国的卡罗拉·鲍特/珍妮弗·卡诺特；在準決賽以2比0（21-14、21-9）轻取赛会3号种子、土耳其的奥兹格·巴伊拉克/内斯里汉·伊吉特；在决赛以2比0（21-12、23-21）击败了赛会2号种子、俄罗斯的叶卡捷琳娜·博洛托娃/叶夫根尼娅·科泽茨卡亚，赢得首届欧运会女子双打金牌得主。同年7月，她与加夫列拉·斯托伊娃出战俄羅斯大獎賽，在女双决赛以2比0（21-15、21-17）击败了赛会2号种子、德国强档的乔安娜·格里斯威斯基/卡拉·尼尔特，赢得大獎賽女双冠军。同年10月，她与加夫列拉·斯托伊娃出战荷蘭羽毛球大獎賽，在女双决赛以2比0（24-22、21-15）击败了赛会头号种子、荷兰强档的埃菲耶·穆斯肯斯/塞莱娜·皮克，赢得大獎賽女双冠军。同年9月，她与加夫列拉·斯托伊娃出战保加利亞國際賽，在女双决赛以2比0（21-14、21-10）击败了赛会2号种子、美国强档的李意恒/宝拉·琳·奥巴娜娜，赢得本土赛女双冠军。同年11月，她与加夫列拉·斯托伊娃出战威爾斯國際賽，在女双决赛以2比0（21-10、22-20）击败了赛会2号种子、英格兰强档的希瑟·奥利弗/劳伦·史密斯，赢得国际赛女双冠军。同年12月，她与加夫列拉·斯托伊娃出战愛爾蘭公開賽，在女双决赛以2比1（21-10、22-24、21-9）击败了丹麦强档的茱莉·芬尼-易普森/丽克·瑟比·汉森，赢得国际赛女双冠军。同期12月，她与加夫列拉·斯托伊娃出战意大利國際賽，在女双决赛以因对方途中退赛，赢得国际赛女双冠军。同样12月，她与加夫列拉·斯托伊娃出战土耳其梅爾辛國際賽，在女双决赛以2比0（21-19、21-12）击败了赛会3号种子、土耳其强档的奥兹格·巴伊拉克/内斯里汉·伊吉特，赢得国际赛女双冠军。在一整年的赛事中，俩人一举赢得九項國際賽事冠軍，一度将世界排名刷新到第12位（2015年11月12日）。

### 2016年-2017年
2016年2月，斯蒂法尼·斯托伊娃代表保加利亚参加俄羅斯喀山举办的歐洲女子羽毛球團體錦標賽，助球队赢得女子團體亚军。同年10月，她与加夫列拉·斯托伊娃出战荷蘭羽毛球大獎賽，在女双决赛以以1比2（21-17、17-21、16-21）不敌赛会3号种子、澳大利亚强档的塞特亚纳·玛帕萨/格罗娅·萨莫维尔，赢得亚军。
2017年3月，斯蒂法尼·斯托伊娃与加夫列拉·斯托伊娃出战瑞士羽毛球黃金大獎賽，在女双决赛以0比2（16-21、15-21）不敌赛会头号种子、中国的陈清晨/贾一凡，赢得亚军。同年4月，她代表保加利亚参加丹麥科靈举办的歐洲羽毛球錦標賽，她和加夫列拉·斯托伊娃以赛会2号种子在首圈以2比0（21-16、21-19）击败了爱沙尼亚强档的克里斯汀·库巴/赫莉娜·吕特尔；次圈激战三局以2比1（23-21、20-22、21-15）力克德国强档的伊莎贝尔·赫特里克/卡拉·尼尔特；八强以2比1（19-21、21-10、21-14）击退了赛会6号种子、丹麦强档的茱莉·芬尼-易普森/丽克·瑟比；在四强以2比0（21-15、21-15）横扫赛会7号种子、英格兰强档的劳伦·史密斯/莎拉·沃克；在决赛以鏖战三局以1比2（11-21、21-15、11-21）不敌赛会头号种子、奥运亚军的卡米拉·吕特·尤尔/克里斯汀娜·彼德森，赢得欧锦赛女子双打亚军。同年8月，她分别与加夫列拉·斯托伊娃以及Vladimir Shishkov出战保加利亞羽毛球公開賽，在女双决赛以2比0（21-16、21-12）击败了赛会2号种子、土耳其强档的班吉苏·艾尔塞廷/纳兹利赞·因吉，成功卫冕女双冠军；此外，在混双準决赛以0比2（19-21、12-21）不敌丹麦强档的马蒂亚斯·蒂里/埃米莉·阿尔斯特鲁普。同年10月，她与加夫列拉·斯托伊娃出战碧特博格羽毛球黃金大獎賽，在女双準决赛以0比2（17-21、11-21）不敌日本强档的荒木茜羽/松田蒼。

### 2018年
2018年2月，斯蒂法尼·斯托伊娃与加夫列拉·斯托伊娃出战瑞士羽毛球公開賽，在女双决赛以1比2（21-19、15-21、18-21）不敌日本强档的櫻本絢子/高畑祐紀子，赢得亚军。同年3月，她与加夫列拉·斯托伊娃出战德國羽毛球公開賽，在女双準决赛以0比2（18-21、11-21）不敌赛会3号种子、世锦赛亚军的福島由紀/廣田彩花。同期3月，她与加夫列拉·斯托伊娃出战奧爾良羽毛球大師賽，在女双决赛以2比0（21-8、21-14）击败了法国强档的德尔菲娜·德尔吕/莉亚·巴莱尔莫，赢得超級100賽女双冠军。同年4月，她代表保加利亚参加西班牙韦尔瓦举办的歐洲羽毛球錦標賽，她和加夫列拉·斯托伊娃以赛会2号种子在首圈以2比0（21-16、21-15）击败了德国强档的琳达·埃弗勒/奥尔佳·科农；在次圈以2比0（21-13、21-12）击败了瑞典强档的阿曼达·赫格斯特伦/克拉拉·尼斯塔特；在八强以2比0（21-8、21-6）轻取荷兰强档的黛博拉·吉尔/埃姆克·范德阿尔；在四强以2比0（21-10、21-18）横扫丹麦强档的麦尔肯·弗勒尔戈德/萨拉·蒂格森；在决赛以2比0（21-12、21-10）横扫赛会6号种子、法国强档的埃米莉·拉菲尔/安妮·特兰，首次赢得欧锦赛女子双打冠军。同年8月，她与加夫列拉·斯托伊娃出战保加利亞羽毛球公開賽，在女双决赛以2比0（21-16、21-19）击败了赛会3号种子、丹麦强档的阿美莱·马厄隆/弗利亚·拉文，缔造了该项目的三连冠的本土组合。同年9月，她与加夫列拉·斯托伊娃出战中國羽毛球公開賽，在女双準决赛以0比2（16-21、12-21）不敌赛会8号种子、新科世界冠军的松本麻佑/永原和可那。同年10月，她与加夫列拉·斯托伊娃出战荷蘭羽毛球公開賽，在女双决赛以2比0（21-17、21-18）击败了赛会3号种子、荷兰强档的塞萊娜·皮克/謝麗爾·塞爾寧，赢得超級100賽女双冠军。同期10月，她与加夫列拉·斯托伊娃出战法國羽毛球公開賽，在女双决赛以0比2（14-21、19-21）不敌赛会5号种子、新科世界冠军的松本麻佑/永原和可那，赢得亚军。同样10月，她与加夫列拉·斯托伊娃出战薩洛盧羽毛球公開賽，在女双决赛以2比1（22-20、15-21、21-19）险胜了印尼强档的尼·克图特·马哈德维·伊斯特拉尼/里基·艾美莉雅·普拉蒂普塔，赢得超級100賽女双冠军。同年11月，她与加夫列拉·斯托伊娃出战蘇格蘭羽毛球公開賽，在女双决赛以2比0（21-16、21-9）横扫赛会3号种子、法国强档的埃米莉·拉菲尔/安妮·特兰，赢得超級100賽女双冠军。

## 主要比賽成績
只列出曾進入準決賽的國際賽事成績：
| 年份   | 賽事                       | 公開賽級別 | 項目     | 拍檔              | 成績   |
| ------ | -------------------------- | ---------- | -------- | ----------------- | ------ |
| 2011年 | 匈牙利羽毛球國際賽         | 國際系列賽 | 女子單打 | －                | 冠軍   |
| 2012年 | 羅馬尼亞羽毛球國際賽       | 國際系列賽 | 女子雙打 | 加夫列拉·斯托伊娃 | 亞軍   |
| 2012年 | 保加利亞羽毛球公開賽       | 國際系列賽 | 女子單打 | －                | 亞軍   |
| 2012年 | 保加利亞羽毛球公開賽       | 國際系列賽 | 女子雙打 | 加夫列拉·斯托伊娃 | 冠軍   |
| 2012年 | 俄羅斯羽毛球大獎賽         | 大獎賽     | 女子雙打 | 加夫列拉·斯托伊娃 | 準決賽 |
| 2012年 | 比利時羽毛球國際賽         | 國際挑戰賽 | 女子雙打 | 加夫列拉·斯托伊娃 | 準決賽 |
| 2012年 | 保加利亞羽毛球國際賽       | 國際挑戰賽 | 女子單打 | －                | 亞軍   |
| 2012年 | 保加利亞羽毛球國際賽       | 國際挑戰賽 | 女子雙打 | 加夫列拉·斯托伊娃 | 冠軍   |
| 2012年 | 土耳其羽毛球國際賽         | 國際系列賽 | 女子雙打 | 加夫列拉·斯托伊娃 | 冠軍   |
| 2013年 | 瑞典斯德哥爾摩羽毛球國際賽 | 國際挑戰賽 | 女子單打 | －                | 準決賽 |
| 2013年 | 伊朗羽毛球國際挑戰賽       | 國際挑戰賽 | 女子雙打 | 加夫列拉·斯托伊娃 | 準決賽 |
| 2013年 | 歐洲青年羽毛球錦標賽       | 其他       | 女子單打 | －                | 冠軍   |
| 2013年 | 歐洲青年羽毛球錦標賽       | 其他       | 女子雙打 | 加夫列拉·斯托伊娃 | 冠軍   |
| 2013年 | 芬蘭羽毛球公開賽           | 國際挑戰賽 | 女子雙打 | 加夫列拉·斯托伊娃 | 準決賽 |
| 2013年 | 丹麥羽毛球國際賽           | 國際挑戰賽 | 女子單打 | －                | 準決賽 |
| 2013年 | 丹麥羽毛球國際賽           | 國際挑戰賽 | 女子雙打 | 加夫列拉·斯托伊娃 | 準決賽 |
| 2013年 | 印尼羽毛球國際挑戰賽       | 國際挑戰賽 | 女子單打 | －                | 亞軍   |
| 2013年 | 印尼羽毛球國際挑戰賽       | 國際挑戰賽 | 女子雙打 | 加夫列拉·斯托伊娃 | 準決賽 |
| 2013年 | 保加利亞羽毛球公開賽       | 國際系列賽 | 女子單打 | －                | 冠軍   |
| 2013年 | 保加利亞羽毛球公開賽       | 國際系列賽 | 女子雙打 | 加夫列拉·斯托伊娃 | 亞軍   |
| 2013年 | 比利時羽毛球國際賽         | 國際挑戰賽 | 女子雙打 | 加夫列拉·斯托伊娃 | 亞軍   |
| 2013年 | 保加利亞羽毛球國際賽       | 國際挑戰賽 | 女子雙打 | 加夫列拉·斯托伊娃 | 冠軍   |
| 2013年 | 意大利羽毛球國際賽         | 國際挑戰賽 | 女子雙打 | 加夫列拉·斯托伊娃 | 準決賽 |
| 2013年 | 土耳其羽毛球國際賽         | 國際系列賽 | 女子單打 | －                | 冠軍   |
| 2013年 | 土耳其羽毛球國際賽         | 國際系列賽 | 女子雙打 | 加夫列拉·斯托伊娃 | 冠軍   |
| 2014年 | 瑞典羽毛球大師賽           | 國際挑戰賽 | 女子雙打 | 加夫列拉·斯托伊娃 | 準決賽 |
| 2014年 | 歐洲女子羽毛球團體錦標賽   | 其他       | 女子團體 | －                | 季軍   |
| 2014年 | 奧地利羽毛球國際挑戰賽     | 國際挑戰賽 | 女子雙打 | 加夫列拉·斯托伊娃 | 冠軍   |
| 2014年 | 法國羽毛球國際賽           | 國際挑戰賽 | 女子雙打 | 加夫列拉·斯托伊娃 | 亞軍   |
| 2014年 | 芬蘭羽毛球公開賽           | 國際挑戰賽 | 女子單打 | －                | 準決賽 |
| 2014年 | 芬蘭羽毛球公開賽           | 國際挑戰賽 | 女子雙打 | 加夫列拉·斯托伊娃 | 亞軍   |
| 2014年 | 斯洛文尼亞羽毛球國際賽     | 國際系列賽 | 女子單打 | －                | 冠軍   |
| 2014年 | 斯洛文尼亞羽毛球國際賽     | 國際系列賽 | 女子雙打 | 加夫列拉·斯托伊娃 | 冠軍   |
| 2014年 | 西班牙羽毛球公開賽         | 國際挑戰賽 | 女子單打 | －                | 準決賽 |
| 2014年 | 西班牙羽毛球公開賽         | 國際挑戰賽 | 女子雙打 | 加夫列拉·斯托伊娃 | 冠軍   |
| 2014年 | 白夜羽毛球賽               | 國際挑戰賽 | 女子單打 | －                | 亞軍   |
| 2014年 | 巴西羽毛球大獎賽           | 大獎賽     | 女子雙打 | 加夫列拉·斯托伊娃 | 亞軍   |
| 2014年 | 瑞士羽毛球國際賽           | 國際挑戰賽 | 女子雙打 | 加夫列拉·斯托伊娃 | 冠軍   |
| 2014年 | 蘇格蘭羽毛球大獎賽         | 大獎賽     | 女子雙打 | 加夫列拉·斯托伊娃 | 冠軍   |
| 2014年 | 威爾斯羽毛球國際賽         | 國際挑戰賽 | 女子雙打 | 加夫列拉·斯托伊娃 | 準決賽 |
| 2014年 | 土耳其羽毛球國際賽         | 國際系列賽 | 女子雙打 | 加夫列拉·斯托伊娃 | 冠軍   |
| 2015年 | 奧爾良羽毛球國際挑戰賽     | 國際挑戰賽 | 女子雙打 | 加夫列拉·斯托伊娃 | 冠軍   |
| 2015年 | 西班牙羽毛球國際賽         | 國際挑戰賽 | 女子雙打 | 加夫列拉·斯托伊娃 | 冠軍   |
| 2015年 | 歐洲運動會羽毛球比賽       | 其他       | 女子雙打 | 加夫列拉·斯托伊娃 | 金牌   |
| 2015年 | 俄羅斯羽毛球大獎賽         | 大獎賽     | 女子雙打 | 加夫列拉·斯托伊娃 | 冠軍   |
| 2015年 | 荷蘭羽毛球大獎賽           | 大獎賽     | 女子雙打 | 加夫列拉·斯托伊娃 | 冠軍   |
| 2015年 | 保加利亞羽毛球國際賽       | 國際挑戰賽 | 女子雙打 | 加夫列拉·斯托伊娃 | 冠軍   |
| 2015年 | 威爾斯羽毛球國際賽         | 國際挑戰賽 | 女子雙打 | 加夫列拉·斯托伊娃 | 冠軍   |
| 2015年 | 愛爾蘭羽毛球公開賽         | 國際挑戰賽 | 女子雙打 | 加夫列拉·斯托伊娃 | 冠軍   |
| 2015年 | 意大利羽毛球國際賽         | 國際挑戰賽 | 女子雙打 | 加夫列拉·斯托伊娃 | 冠軍   |
| 2015年 | 土耳其梅爾辛羽毛球國際賽   | 國際挑戰賽 | 女子雙打 | 加夫列拉·斯托伊娃 | 冠軍   |
| 2016年 | 歐洲女子羽毛球團體錦標賽   | 其他       | 女子團體 | －                | 亞軍   |
| 2016年 | 荷蘭羽毛球大獎賽           | 大獎賽     | 女子雙打 | 加夫列拉·斯托伊娃 | 亞軍   |
| 2017年 | 瑞士羽毛球黃金大獎賽       | 黃金大獎賽 | 女子雙打 | 加夫列拉·斯托伊娃 | 亞軍   |
| 2017年 | 歐洲羽毛球錦標賽           | 其他       | 女子雙打 | 加夫列拉·斯托伊娃 | 亞軍   |
| 2017年 | 保加利亞羽毛球公開賽       | 國際系列賽 | 女子雙打 | 加夫列拉·斯托伊娃 | 冠軍   |
| 2017年 | 保加利亞羽毛球公開賽       | 國際系列賽 | 混合雙打 | Vladimir Shishkov | 準決賽 |
| 2017年 | 碧特博格羽毛球黃金大獎賽   | 黃金大獎賽 | 女子雙打 | 加夫列拉·斯托伊娃 | 準決賽 |
| 2018年 | 瑞士羽毛球公開賽           | 超級300賽  | 女子雙打 | 加夫列拉·斯托伊娃 | 亞軍   |
| 2018年 | 德國羽毛球公開賽           | 超級300賽  | 女子雙打 | 加夫列拉·斯托伊娃 | 準決賽 |
| 2018年 | 奧爾良羽毛球大師賽         | 超級100賽  | 女子雙打 | 加夫列拉·斯托伊娃 | 冠軍   |
| 2018年 | 歐洲羽毛球錦標賽           | 其他       | 女子雙打 | 加夫列拉·斯托伊娃 | 冠軍   |
| 2018年 | 保加利亞羽毛球公開賽       | 國際系列賽 | 女子雙打 | 加夫列拉·斯托伊娃 | 冠軍   |
| 2018年 | 中國羽毛球公開賽           | 超級1000賽 | 女子雙打 | 加夫列拉·斯托伊娃 | 準決賽 |
| 2018年 | 荷蘭羽毛球公開賽           | 超級100賽  | 女子雙打 | 加夫列拉·斯托伊娃 | 冠軍   |
| 2018年 | 法國羽毛球公開賽           | 超級750賽  | 女子雙打 | 加夫列拉·斯托伊娃 | 亞軍   |
| 2018年 | 薩洛盧羽毛球公開賽         | 超級100賽  | 女子雙打 | 加夫列拉·斯托伊娃 | 冠軍   |
| 2018年 | 蘇格蘭羽毛球公開賽         | 超級100賽  | 女子雙打 | 加夫列拉·斯托伊娃 | 冠軍   |
| 2019年 | 西班牙羽毛球大師賽         | 超級300賽  | 女子雙打 | 加夫列拉·斯托伊娃 | 準決賽 |
| 2019年 | 瑞士羽毛球公開賽           | 超級300賽  | 女子雙打 | 加夫列拉·斯托伊娃 | 準決賽 |
| 2019年 | 西班牙羽毛球國際賽         | 國際挑戰賽 | 女子雙打 | 加夫列拉·斯托伊娃 | 冠軍   |
| 2019年 | 比利時羽毛球國際賽         | 國際挑戰賽 | 女子雙打 | 加夫列拉·斯托伊娃 | 冠軍   |
| 2019年 | 荷兰羽毛球公开赛           | 超級100賽  | 女子雙打 | 加夫列拉·斯托伊娃 | 冠軍   |
| 2019年 | 意大利羽毛球國際赛         | 國際挑戰賽 | 女子雙打 | 加夫列拉·斯托伊娃 | 冠軍   |
| 2020年 | 西班牙羽毛球大師賽         | 超級300賽  | 女子雙打 | 加夫列拉·斯托伊娃 | 亞軍   |
| 2020年 | 保加利亞羽毛球國際賽       | 未來系列賽 | 女子雙打 | 加夫列拉·斯托伊娃 | 冠軍   |
| 2020年 | 薩洛盧羽毛球公開賽         | 超級100賽  | 女子雙打 | 加夫列拉·斯托伊娃 | 冠軍   |
| 2021年 | 瑞士羽毛球公開賽           | 超級300賽  | 女子雙打 | 加夫列拉·斯托伊娃 | 亞軍   |
| 2021年 | 奧爾良羽毛球大師賽         | 超級100賽  | 女子雙打 | 加夫列拉·斯托伊娃 | 亞軍   |
| 2021年 | 歐洲羽毛球錦標賽           | 其他       | 女子雙打 | 加夫列拉·斯托伊娃 | 冠軍   |
| 2021年 | 世界羽聯世界巡迴賽總決賽   | 總決賽     | 女子雙打 | 加夫列拉·斯托伊娃 | 準決賽 |
| 2022年 | 德國羽毛球公開賽           | 超級300賽  | 女子雙打 | 加夫列拉·斯托伊娃 | 亞軍   |
| 2022年 | 瑞士羽毛球公開賽           | 超級300賽  | 女子雙打 | 加夫列拉·斯托伊娃 | 冠軍   |
| 2022年 | 奧爾良羽毛球大師賽         | 超級100賽  | 女子雙打 | 加夫列拉·斯托伊娃 | 冠軍   |
| 2022年 | 歐洲羽毛球錦標賽           | 其他       | 女子雙打 | 加夫列拉·斯托伊娃 | 冠軍   |
| 2023年 | 歐洲運動會羽毛球比賽       | 其他       | 女子雙打 | 加夫列拉·斯托伊娃 | 金牌   |
| 2023年 | 蘇格蘭羽毛球公開賽         | 國際挑戰賽 | 女子雙打 | 加夫列拉·斯托伊娃 | 冠軍   |
| 2023年 | 愛爾蘭羽毛球公開賽         | 國際挑戰賽 | 女子雙打 | 加夫列拉·斯托伊娃 | 亞軍   |
| 2023年 | 巴林羽毛球國際挑戰賽       | 國際挑戰賽 | 女子雙打 | 加夫列拉·斯托伊娃 | 冠軍   |
| 2023年 | 威爾斯羽毛球國際賽         | 國際挑戰賽 | 女子雙打 | 加夫列拉·斯托伊娃 | 冠軍   |
| 2024年 | 阿塞拜疆羽毛球國際賽       | 國際挑戰賽 | 女子雙打 | 加夫列拉·斯托伊娃 | 冠軍   |
| 2024年 | 德國羽毛球公開賽           | 超級300賽  | 女子雙打 | 加夫列拉·斯托伊娃 | 亞軍   |
| 2024年 | 奧爾良羽毛球大師賽         | 超級300賽  | 女子雙打 | 加夫列拉·斯托伊娃 | 準決賽 |
| 2024年 | 歐洲羽毛球錦標賽           | 其他       | 女子雙打 | 加夫列拉·斯托伊娃 | 亞軍   |
| 2024年 | 馬來西亞羽毛球大師賽       | 超級500賽  | 女子雙打 | 加夫列拉·斯托伊娃 | 準決賽 |
| 2024年 | 克羅地亞羽毛球國際賽       | 未來系列賽 | 女子單打 | －                | 準決賽 |
| 2024年 | 保加利亞羽毛球國際賽       | 未來系列賽 | 女子單打 | －                | 冠軍   |
| 2024年 | 保加利亞羽毛球國際賽       | 未來系列賽 | 女子雙打 | 加夫列拉·斯托伊娃 | 冠軍   |
| 2024年 | 埃及羽毛球國際賽           | 國際系列賽 | 女子單打 | －                | 冠軍   |
| 2024年 | 荷蘭羽毛球公開賽           | 國際挑戰賽 | 女子單打 | －                | 準決賽 |
| 2024年 | 荷蘭羽毛球公開賽           | 國際挑戰賽 | 女子雙打 | 加夫列拉·斯托伊娃 | 冠軍   |
| 2024年 | 巴林羽毛球國際系列賽 II    | 國際系列賽 | 女子雙打 | 加夫列拉·斯托伊娃 | 冠軍   |
| 2025年 | 伊朗羽毛球國際挑戰賽       | 國際挑戰賽 | 女子雙打 | 加夫列拉·斯托伊娃 | 冠軍   |
| 2025年 | 德國羽毛球公開賽           | 超級300賽  | 女子雙打 | 加夫列拉·斯托伊娃 | 亞軍   |
| 2025年 | 歐洲羽毛球錦標賽           | 其他       | 女子雙打 | 加夫列拉·斯托伊娃 | 冠軍   |
| 2025年 | 意大利羽毛球公開賽         | 國際系列賽 | 女子單打 | －                | 亞軍   |
| 2025年 | 意大利羽毛球公開賽         | 國際系列賽 | 女子雙打 | 加夫列拉·斯托伊娃 | 冠軍   |

| 2007-2017年 | 首要超級賽 | 超級賽 | 黃金大獎賽 | 大獎賽 | 國際挑戰賽 | 國際系列賽 | 未來系列賽 | 其他 |

| 2018-2026年 | 總決賽 | 超級1000賽 | 超級750賽 | 超級500賽 | 超級300賽 | 超級100賽 | 國際挑戰賽 | 國際系列賽 | 未來系列賽 | 其他 |

### 奧運會和世錦賽參賽紀錄
|          | 搭檔              | 2013 | 2014 | 2015 | 2016       | 2017 | 2018 | 2019 | 2020       | 2021 | 2022 | 2023 | 2024 |
| -------- | ----------------- | ---- | ---- | ---- | ---------- | ---- | ---- | ---- | ---------- | ---- | ---- | ---- | ---- |
| 女子雙打 | 加夫列拉·斯托伊娃 | 32強 | 64強 | 32強 | 小組第三名 | 16強 | 16強 | 16強 | 小組第三名 | 8強  | 16強 | 32強 | 8強  |

## 主要对賽记录
斯蒂法尼·斯托伊娃與主要對手的對賽成績如下（只列出對賽三次或以上對手，截至2018年12月6日）：
女雙 - 加夫列拉·斯托伊娃
| 對手                               | 對賽次數 | 對賽結果 | 對賽結果 | 總計 |
| 對手                               | 對賽次數 | 勝       | 負       | 總計 |
| ---------------------------------- | -------- | -------- | -------- | ---- |
| 萨拉·蒂格森 麦尔肯·弗勒尔戈德      | 10       | 9        | 1        | +8   |
| 埃米莉·拉菲尔 安妮·特兰            | 7        | 7        | 0        | +7   |
| 奥兹格·巴伊拉克 内斯里汉·伊吉特    | 7        | 7        | 0        | +7   |
| 伊莎贝尔·赫特里克 卡拉·尼尔特      | 6        | 6        | 0        | +6   |
| 希瑟·奥利弗 劳伦·史密斯            | 6        | 5        | 1        | +4   |
| 乔安娜·格里斯威斯基 卡拉·尼尔特    | 6        | 4        | 2        | +2   |
| 塞莱娜·皮克 埃菲耶·穆斯肯斯        | 6        | 2        | 4        | -2   |
| 茱莉·芬尼-易普森 丽克·瑟比·汉森    | 5        | 5        | 0        | +5   |
| 廣田彩花 福島由紀                  | 5        | 0        | 5        | -5   |
| 松友美佐紀 高橋禮華                | 5        | 1        | 4        | -3   |
| 珍妮·穆尔 维多利亚·威廉斯          | 4        | 4        | 0        | +4   |
| 伊里斯·塔博林 萨曼塔·巴宁          | 4        | 4        | 0        | +4   |
| 格罗娅·萨莫维尔 塞特亚纳·玛帕萨    | 4        | 3        | 1        | +2   |
| 申昇瓚 李紹希                      | 4        | 2        | 2        | 0    |
| 杰姆雷·费拉 埃布鲁·亚兹甘          | 3        | 3        | 0        | +3   |
| 克里斯汀娜·彼德森 卡米拉·吕特·尤尔 | 3        | 0        | 3        | -3   |
| 永原和可那 松本麻佑                | 3        | 0        | 3        | -3   |